# Lily Ehrenfried
Lydia Ehrenfried, mieux connue sous le prénom Lily, également écrit Lilly ou bien Lili (née le 20 août 1896 à Berlin et morte le 1er janvier 1994 à Yerres) est une femme médecin, kinésithérapeute et fondatrice de la gymnastique holistique resp. somato-thérapie. Allemande d’origine juive, elle vécut à Paris depuis sa persécution par le régime national-socialiste.

## Biographie
Après l’obtention de la maturité, Ehrenfried suit tout d’abord une formation d’infirmière, puis poursuit des études de médecine pour travailler de 1926 à 1927 au service de médecine interne de l'hôpital de Moabit à Berlin. Ensuite, elle suit des formations continues en pédiatrie, orthopédie, kinésithérapie et médecine sportive. Depuis 1926, elle traite, des nourrissons et des enfants montrant des particularités physiques, en tant que professeur de gymnastique orthopédique en profession annexe. En 1928, elle s’installe en tant que médecin généraliste dans la Motzstraße, Berlin-Schöneberg.
Elle s’engage en particulier pour le contrôle des naissances, un problème devenu urgent en raison du chômage et de la paupérisation des populations, et dirige, de 1929 à 1933, un service de consultation pour problèmes conjugaux et sexuels que la mairie du district Prenzlauer Berg a ouvert sur sa suggestion et qui dispense des informations sur les méthodes de contraception assorties d’une distribution gratuite de contraceptifs.
En raison des contestations au sujet du contrôle des naissances par les partis conservateurs et nationalistes, Ehrenfried entre à l’Association de Médecins Socialistes et pose, en 1931, sa candidature pour l’Ärztekammer sur la liste des syndicats libres. Mise en danger par la Machtergreifung d’Hitler et prévenue d’une attaque de la SA, elle fuit à Paris par Bâle et Nice. Après l’invasion de la France par la Wehrmacht, elle continue sa fuite vers le Sud de la France, mais est internée à Gurs le 25 mai 1940. Un mois plus tard, pourtant, elle réussit à s’enfuir pour entrer dans la clandestinité.
À Berlin, Ehrenfried avait été une élève de la professeure de gymnastique Elsa Gindler (de). À Paris, où elle s’installe après la fin de la Deuxième Guerre mondiale, elle travaille exclusivement en tant que kinésithérapeute et dirige un petit cabinet jusque dans ses dernières années. Parmi ses élèves parisiens, on trouve par exemple Hilarion Petzold (de). Elle est aussi en contact avec Masamichi Noro, qui a repris des éléments de son travail dans sa méthode du Kinomichi et dont Ehrenfried suit régulièrement les cours.
Au Krankenhaus Berlin – Moabit (dans l’entrée K de la maison M, Turmstraße 21), une plaque commémorative a été posée en son honneur, à côté d’autres, le 30 mai 1997.

## Publications
- De l'éducation du corps à l'équilibre de l'esprit. Paris : Aubier 1956, réimprimé 1997.
  - Version allemande : Körperliche Erziehung zum seelischen Gleichgewicht. Somato–Therapie, ein vergessener Heilfaktor. Berlin : Westliche Berliner Verlagsgesellschaft Heenemann KG 1957, deuxième édition remaniée et élargie 1967, réimprimée sous le titre : Atmen, Bewegen, Erkennen, 1986.
  - Traduction grecque : Από την αγωγή του σώματος στην ισορροπία του πνεύματος: Η ολιστική γυμναστική. Μετάφραση, επιμέλεια: Μανία Τσίτσα. Επιστημονική επιμέλεια: Άννα Τσίτσα-Κούνιο, Thessaloniki: University Studio Press 2002.